# Zombie Nation
Zombie Nation – niemiecki projekt muzyczny DJ-a i producenta Floriana Senftera tworzącego muzykę techno i electro.
Debiutancki album Leichenschmaus został opublikowany w 1999 roku pod szyldem Gigolo Records DJ Hell. W 2003 roku został wydany drugi album Absorber i w 2006 roku trzeci album Black Toys. W 2009 roku został wydany album Zombielicious. Płyty Zombie Nation są wydawane przez jego wytwórnie UKW Records & Publishing.
Przy współpracy z kanadyjskim artystą Tiga powstał projekt ZZT, który latem 2007 roku opublikował utwór „Lower State of Consciousness”.

## Dyskografia

### Albumy studyjne
| Rok  | Dane dot. albumu | Najwyższe pozycje na listach |
| Rok  | Dane dot. albumu | BEL (FLA)                    |
| ---- | --- | ---------------------------- |
| 1999 | Leichenschmaus - Wydany: 8 października 1999 - Wytwórnia: International DeeJay Gigolo Records - Format: CD, 2×płyta gramofonowa, digital download | –                            |
| 2003 | Absorber - Wydany: 1 września 2003 - Wytwórnia: Dekathlon Records - Format: CD, 2×CD, 2×płyta gramofonowa, digital download                       | –                            |
| 2006 | Black Toys - Wydany: 6 listopada 2006 - Wytwórnia: UKW - Format: CD, 2×płyta gramofonowa, digital download                                        | –                            |
| 2009 | Zombielicious - Wydany: 9 marca 2009 - Wytwórnia: UKW - Format: CD, 2×płyta gramofonowa, digital download                                         | 73                           |
| 2012 | RGB - Wydany: 10 grudnia 2012 - Wytwórnia: Turbo - Format: CD, 2×płyta gramofonowa, digital download                                              | –                            |

### Single
| 1999                           | "Kernkraft 400"                | 10 | 5 | 100 | 2 |
| 2001                           | "Unload"                       | –  | – | –   | – |
| 2003                           | "Souls at Zero"                | –  | – | –   | – |
| 2003                           | "The Cut"                      | –  | – | –   | – |
| 2005                           | "Paeng Paeng"                  | –  | – | –   | – |
| 2006                           | "Money Talks"                  | –  | – | –   | – |
| 2006                           | "Booster"                      | –  | – | –   | – |
| 2007                           | "Peace & Greed"                | –  | – | –   | – |
| 2007                           | "Lower State of Consciousness" | –  | – | –   | – |
| 2007                           | "Gizmode"                      | –  | – | –   | – |
| 2008                           | "Forza"                        | –  | – | –   | – |
| 2009                           | "Worth It"                     | –  | – | –   | – |
| 2009                           | "Zombielicious Remixes"        | –  | – | –   | – |
| 2010                           | "Overshoot/Squeek"             | –  | – | –   | – |
| 2010                           | "Zombielicious Remixes Pt.2"   | –  | – | –   | – |
| 2011                           | "Chickflick"                   | –  | – | –   | – |
| 2011                           | "Tight"                        | –  | – | –   | – |
| "–" pozycja nie była notowana. |                                |    |   |     |   |

### Remiksy
- 1999: Dakar & Grinser – "Take me naked" (DiskoB 087)
- 2000: Phillip Boa – "So What" (BMG Ariola)
- 2001: Takkyū Ishino – "Suck me Disko" (Zomba Rec. EXEC 08)
- 2001: I-f – "Space Invaders are smoking grass" (Loaded/Eastwest Leaded 012)
- 2001: Ladytron – "Playgirl" (Labels/Virgin LC03098)
- 2002: Colonel Abrahms – "Trapped" (eastwest UPUS011.03)
- 2002: Divine – "Native Love" (Gigolo/EDM 090)
- 2002: AFA / The Human League – "Being Boiled" (Edel 0141690CLU)
- 2002: My Robot Friend – "The Fake" (Dekathlon 002)
- 2002: Gater – "Taboo" (Dekathlon 003)
- 2002: Acid Scout – "Sexy Robot" (Kurbel 027)
- 2003: My Robot Friend – "Walt Whitman" (Dekathlon 008)
- 2004: NAM:LIVE – "The Church of NAM" (Dekathlon 013)
- 2004: Codec & Flexor – "Time has changed" (Television 08)
- 2007: Headman – "On" (Relish)
- 2008: The Presets – "This Boy´s in Love" (Modular)